# Sergio Leone
Sergio Leone (n. 3 ianuarie 1929, Roma, Regatul Italiei – d. 30 aprilie 1989, Roma, Italia) a fost un regizor de film italian .

## Prezentare generală
Leone este celebru pentru filmele sale western, cunoscute drept spaghetti western (datorită țării de origine), precum și pentru stilul său de a alătura scene filmate în prim-planuri extreme cu altele filmate la distanță, ca de exemplu prima scenă din filmul The Good, the Bad and the Ugly (în română, Bunul, răul și urâtul) din 1966.
Este recunoscut ca fiind unul dintre cei mai importanți regizori din istoria cinematografiei, cunoscut în special pentru filmele sale de gen spaghetti-occidental. În ciuda faptului că regizat câteva filme, design-ul a făcut școală și au contribuit la renașterea occidental în anii șaizeci, datorită titluri, cum ar fi Pentru un pumn de dolari, pentru câțiva dolari mai mult, Bunul, răul și urâtul (care formează așa-numita „trilogia dolar“), o dată la un moment dat în Occident și un pumn de dinamită, în timp ce o dată la un moment dat în America a restructurat lexiconul de film cu gangsteri (ultimele trei filme în loc să facă „trilogia de timp „).
În 1972, cu Giù la testa a câștigat David di Donatello pentru cel mai bun regizor. În 1985, cu Once Upon a Time in America a câștigat Silver panglicii la directorul de cel mai bun film, ea a fost nominalizat la Globul de Aur pentru cel mai bun regizor și a fost nominalizat pentru David di Donatello pentru cel mai bun film străin.
În 1984 ia fost acordat și David di Donatello René Clair (premiu care nu mai este acordat).
La 9 octombrie 2014 a primit un premiu special în memoria Fundației italiene americane la ceremonia de decernare a premiilor americane la Camera Deputaților.

## Biografie

### Originile și începuturile
Sergio Leone s-a născut la Roma la 3 ianuarie 1929, fiul lui Roberto Roberti (numele artei de Vincenzo Leone, 1879-1959), un regizor și actor inițial Torella dei Lombardi (în provincia Avellino), considerat unul dintre pionierii italieni de film mut, și Bice Waleran, actriță, născută dintr-o familie de origini austriece. 
"Modul meu de a privi lucrurile este uneori naiv, un pic copilăresc, dar sincer. Ca și copiii scării Viale Glorioso ": placa cu această scriere a fost aplicată pentru a indica casa în care Leone a trăit anii copilăriei și tineretului de-a lungul treptelor Viale Glorioso care coboară spre Trastevere. Leone a început să lucreze în mediul filmului la vârsta de optsprezece ani. În continuare, Leone va începe să ia un interes bazat pe acțiuni eroice și epice de soldați și împărați atât greci cât și romani.

## Filmografie selectivă

### Regizor și scenarist
- 1959 Gli ultimi giorni di Pompei (Gli ultimi giorni di Pompei) - (nemenționat), co-regia cu Mario Bonnard
- 1961 Colosul din Rodos (Il colosso di Rodi)
- 1964 Pentru un pumn de dolari (Per un pugno di dollari)
- 1965 Pentru câțiva dolari în plus (Per qualche dollaro in più)
- 1966 Cel bun, cel rău, cel urât (Il buono, il brutto, il cattivo)
- 1968 A fost odată în vest (C'era una volta il West)
- 1971 Un pumn de dinamită (Giù la testa)
- 1984 A fost odată în America (Once Upon a Time in America)

### Scenarist
- 1958 Afrodite, dea dell'amore, regia Mario Bonnard
- 1959 Nel segno di Roma, regia Guido Brignone și Michelangelo Antonioni
- 1959 Gli ultimi giorni di Pompei, regia Mario Bonnard
- 1961 Le sette sfide, regia Primo Zeglio
- 1961 Romulus și Remus (Romolo e Remo), regia Sergio Corbucci
- 1963 Le verdi bandiere di Allah, regia Giacomo Gentilomo și Guido Zurli
- 1986 Troppo forte, regia Carlo Verdone

### Producător
- 1973 Il mio nome è Nessuno, regia Tonino Valerii
- 1975 Un genio, due compari, un pollo, regia Damiano Damiani
- 1977 Pisica (Il gatto), regia Luigi Comencini

### Actor
- 1941 La bocca sulla strada, regia Roberto Roberti
- 1948 Hoți de biciclete (Ladri di biciclette), regia Vittorio De Sica (nemenționat)
- 1951 Milano miliardaria, regia Marcello Marchesi e Vittorio Metz (nemenționat)
- 1952 Il folle di Marechiaro, regia Roberto Roberti
- 1954 Hanno rubato un tram, regia Aldo Fabrizi
- 1965 Pentru câțiva dolari în plus, regia Sergio Leone (voce, nemenționat)
- 1969 Sai cosa faceva Stalin alle donne?, regia Maurizio Liverani
- 2017 Salvate Sad Hill (Desenterrando Sad Hill), regia Guillermo de Oliveira

### Asistent de regizor
- 1949 Trubadurul (Il trovatore), regia Carmine Gallone
- 1950 Forța destinului (La forza del destino), regia Carmine Gallone
- 1950 Taxi de noapte (Taxi di notte), regia Carmine Gallone
- 1950 Votul (Il voto), regia Mario Bonnard
- 1950 Brigandul Musolini (Il brigante Musolino), regia Mario Camerini
- 1952 Cei trei corsari (I tre corsari), regia Mario Soldati
- 1952 Il folle di Marechiaro, regia Roberto Roberti
- 1952 La tratta delle bianche, regia Luigi Comencini
- 1953 Jolanda, la figlia del Corsaro Nero, regia Mario Soldati
- 1953 L'uomo, la bestia e la virtù, regia Steno
- 1953 Frine, cortigiana d'Oriente, regia Mario Bonnard
- 1954 Tradita, regia Mario Bonnard
- 1954 Questa è la vita, regia colectiv
- 1955 La ladra, regia Mario Bonnard
- 1956 Mi permette, babbo!, regia Mario Bonnard
- 1957 Il maestro..., regia Aldo Fabrizi
- 1958 Afrodite, dea dell'amore, regia Mario Bonnard
- 1959 La legge mi incolpa (Quai des illusions), regia Émile Couzinet
- 1959 Il figlio del corsaro rosso, regia Primo Zeglio
- 1960 Gastone, regia Mario Bonnard
- 1962 Sodoma și Gomora (Sodom and Gomorrah), regia Robert Aldrich

### Trilogia Dolarilor („Dollar-Trilogie”)
1. 1964 Pentru un pumn de dolari (Per un pugno di dollari - A Fistful of Dollars)
2. 1965 Pentru câțiva dolari în plus (Per qualche dollaro in più - For a few dollars more)
3. 1966 Cel bun, cel rău, cel urât (Il buono, il brutto, il cattivo - The Good, the Bad and the Ugly)

## Premii și nominalizări
- Globul de Aur
  - 1985 – Nominalizare la Cel mai bun regizor pentru A fost odată în America
- BAFTA
  - 1985 – Nominalizare la Cel mai bun regizor pentru A fost odată în America
- David di Donatello
  - 1972 – Cel mai bun regizor pentru Un pumn de dinamită
  - 1984 – David René Clair
- Nastro d'argento
  - 1985 – Cel mai bun film pentru A fost odată în America
- Giffoni Film Festival
  - 1987 – Nocciola d'Oro (Aluna de Aur)